# 塔式起重機

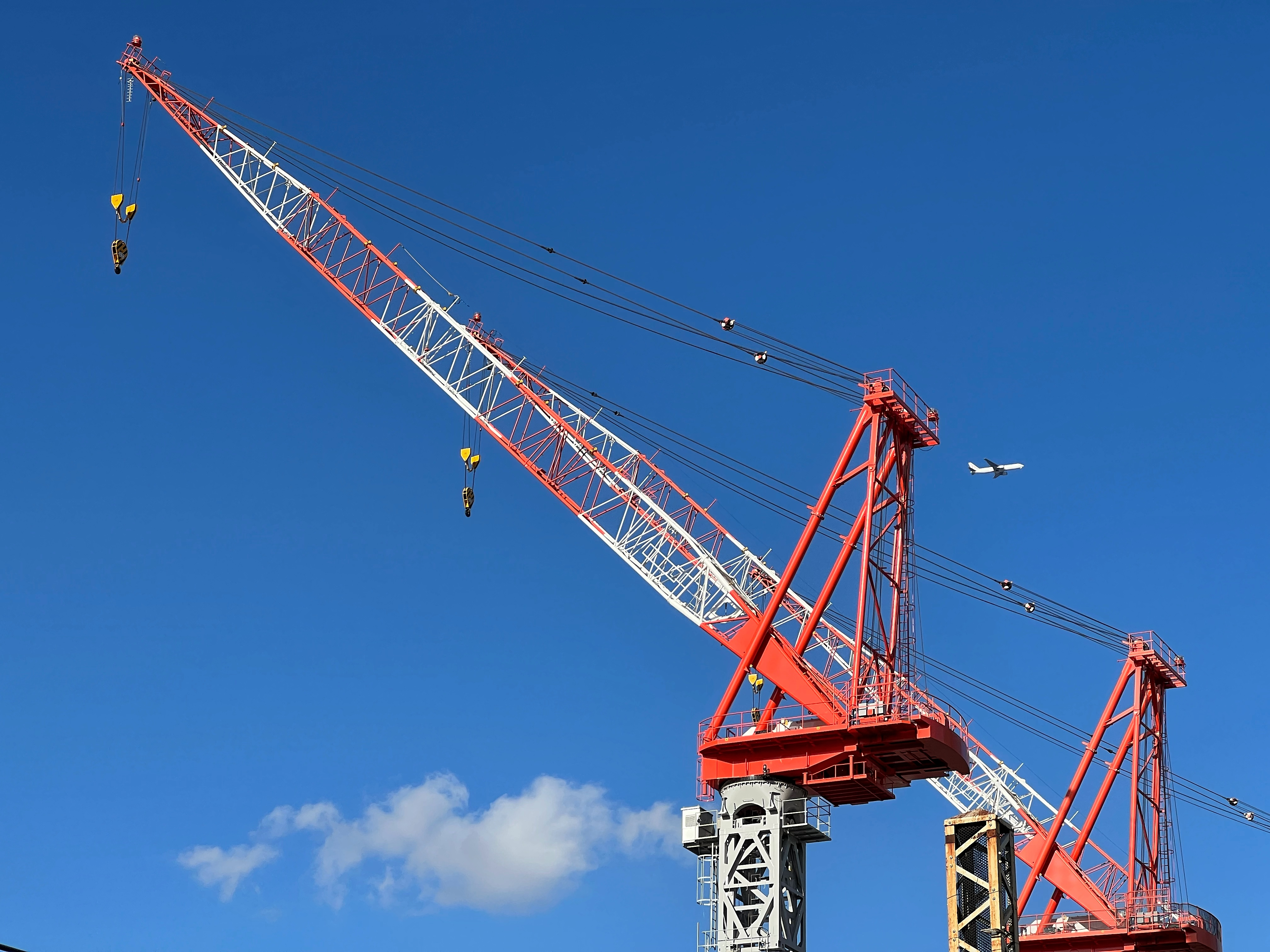
2023年，日本东京中野站前的塔式起重机。不同国家的塔式起重机样式上略有不同。（日本特色標準擁有獨特規格，專門針對地震等災害而設）

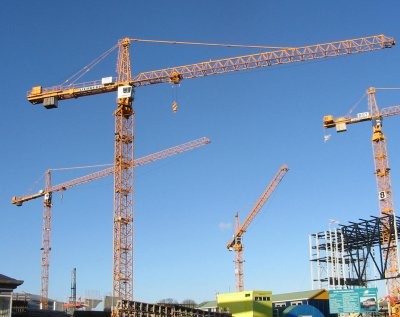
全球各地包括歐美標凖式塔式起重機（圖為錘頭式水平塔吊）

塔式起重機（英語：tower crane），又稱塔式吊車，简称塔機或塔吊，是指机身为塔架式结构的全回转动臂架式起重机，為大型土木工程建築工地內常見的運輸工具，建築材料、建築機械搬運，上高落低、縱橫交錯方向也可以，物件移動的任務能夠迅刻完成。 
塔吊通常約有10層樓高，呈「寸」字形，一端用來吊運物件，中間為控制室，另一端則以巨型混凝土塊確保平衡。由於結構有點像秤，所以在香港也俗稱為天秤。塔式起重機通常會被固定在建築物中心，以便將物件搬到不同位置和高度。
塔式起重機是一種現代形式的平衡起重機，由相同的基本部件組成。塔式起重機固定在混凝土板上（有時連接到結構的側面），通常提供高度和起重能力的最佳組合，用於建造高層建築。 然後將底座連接到桅杆上，從而使起重機具有高度。 此外，桅杆連接到允許起重機旋轉的迴轉單元（齒輪和電機）。在迴轉裝置的頂部有三個主要部分：長水平臂（工作臂）、較短的副臂和駕駛室。
塔機在施工現場的位置優化對項目的材料運輸成本具有重要影響。
長水平吊臂是起重機承載負載的部分。 副臂帶有一個配重，通常是混凝土塊，而副臂將負載懸掛在起重機的中心和從起重機的中心。 起重機操作員要么坐在塔頂的駕駛室裡，要么通過地面無線電遙控控制起重機。 在第一種情況下，操作員的駕駛室通常位於與轉盤相連的塔的頂部，但可以安裝在吊臂上，或安裝在塔的中途。 起重吊鉤由起重機操作員使用電動機操作，以通過滑輪系統操縱鋼絲繩。 吊鉤位於長水平臂上，用於提升還包含電機的負載。
為了鉤住和解開負載，操作員通常與信號員（稱為“dogger”、“rigger”或“swamper”）一起工作。 他們最常進行無線電聯繫，並且總是使用手勢。 索具或挖掘機指導起重機的升降機時間表，並負責索具（材料處理）和負載的安全。
塔式起重機可以達到 100 米以上的吊鉤高度。

## 安全
塔式起重機駕駛員的技術源自車輛駕駛，所以在以前一些地方塔式起重機車長只是由持有駕駛執照的司機擔任。現時，塔式起重機控制員一般均須考取有關執照。但在當前大型和高層建築項目越來越多的情況下，塔機司機在駕駛室內經常是看不到起吊物的，所以要讓塔機正常運行起來，實際需要通過機組人員的密切配合，所謂機組，是由司機（即塔機的實際操作者）、指揮（信號工）和司索工組成。司機要依靠指揮工用準確的語言或旗語來正確指揮，吊具的正確使用、起吊物重量的確認和吊點位置的正確選定，同樣是依靠司索工正確操作。因此，塔機司機必須與指揮工、司索工的密切配合，這是確保塔機安全運行的必要條件。
對於塔機司機，由於其屬於特種作業，為了確保其人身安全，中華民國相關管理法規如下：
1.職業安全衛生法
第16條對於危險性之機械或設備之檢查有明文規定相關權責機構；第24條針對危險性機械或設備其操作人員提出限制條件。
2.職業安全衛生法施行細則
第22條定義了危險性機械包括之項目；第24條針對危險性機械列出檢查項目。
3.起重升降機具安全規則
針對起重機之安全管理及吊掛作業過程之安全管理提出規則供遵循，必要之結構部分則要求參照相關構造標準。
4.固定式起重機安全檢查構造標準
針對結構部分及機械部分列有詳細之構造標準。

## 分類
塔吊種類繁多，形式各異，大小不一，性能也不盡相同。但通過分析可發現它們之間存在著共同之處。按照其構造和使用特點分類為：
按照迴轉部份裝設的位置不同，可分為上迴轉塔機和下迴轉塔機兩類。
- 上回轉塔機，可分為：塔帽式構造、轉掛式構造、平臺式構造
- 下回轉塔機

按照塔機有無運行機構，可分為移動式塔機和固定式塔機兩種。
- 移動式塔機根據其行走裝置不同，又分為軌道式、輪胎式、汽車式、履带式；
- 固定式塔機側分為附著式和內爬式兩種。

## 塔吊司机
建筑起重机械司机（T）简称塔吊司机，是指经过专业安全教育培训考试合格的操作人员。

## 外部連結
- 勞工處《起重機操作員資歷管理簡介》 （页面存档备份，存于）
- 建造業訓練局塔式起重機操作員證明書課程
- 参考書: 《塔式起重機應用技術》 （页面存档备份，存于）、《塔式起重機使用手冊》。 （页面存档备份，存于）
- 《建築地盤(安全)規例》詞匯釋義:吊重機、起重機、塔式工作平台等。 （页面存档备份，存于）
- 文匯報: 在天秤裝設風測儀及閉路電視，建造商會資助承建商4千元。 （页面存档备份，存于）
- 亞視新聞2008年6月4日: 建造業議會發出新天秤安全使用守則指引